# Пам'ятки Костянтинівки
У місті Костянтинівка Донецької області на обліку перебуває 35 пам'яток історії та монументального мистецтва.
| № пп | Охорон. номер | Найменування пам'ятки                                                         | Місцезнаходження пам'ятки                                     | Рік встановлення     | Автор                       | Рішення                                                    |
| ---- | ------------- | ----------------------------------------------------------------------------- | ------------------------------------------------------------- | -------------------- | --------------------------- | ---------------------------------------------------------- |
| 1.   | 380           | Братська могила радянських воїнів Південно-Західного фронту.                  | вул. Незалежності, 254.                                       | 1954 р. рек. 1981 р. | -                           | 13.10.1971 р. № 481                                        |
| 2.   | 1889          | Могила Ємєльянова М. М., директора заводу «Автоскло».                         | вул. Незалежності, 254.                                       | 1969 р. рек. 1975 р. | -                           | 19.04.1983 р. № 280р                                       |
| 3.   | 372           | Могила Якусевича А. Ф., голови Костянтинівського ревкому.                     | вул. Незалежності, 254.                                       | 1920 р. рек. 1977 р. | -                           | 13.10.1971 р. № 481                                        |
| 4.   | 378           | Братська могила радянських воїнів Південно-Західного фронту.                  | вул. Ізюмська, цвинтар.                                       | 1955 р.              | -                           | 13.10.1971 р. № 481                                        |
| 5.   | 382           | Братська могила радянських воїнів Південно-Західного фронту.                  | вул. Правобережна.                                            | 1954 р. рек. 1983 р. | -                           | 13.10.1971 р. № 481                                        |
| 6.   | 374           | Група могил радянських воїнів Південно-Західного фронту. (33)                 | вул. Ломоносова, 153.                                         | 1974 р.              | Скульптор: Чумбурідзе В. А. | 13.10.1971 р. № 481                                        |
| 7.   | 381           | Братська могила радянських воїнів Південно-Західного фронту.                  | вул. Ломоносова, 163.                                         | 1955 р.              | -                           | 13.10.1971 р. № 481                                        |
| 8    | 375           | Братська могила радянських воїнів Південно-Західного фронту.                  | вул. Мірошниченка.                                            | 1955 р. рек. 1984 р. | -                           | 13.10.1971 р. № 481                                        |
| 8.   | 2870          | Могила Ленка О. В, воїна-афганця, рядового.                                   | Новосантуринівський цвинтар, півд. част..                     | 1987 р.              | -                           | 14.07.1993 р. № 419                                        |
| 9.   | 384           | Група братських могил підпільників і партизанів.                              | с-ще Новоселівка, вул. Новосибірська, цвинтар.                | 1954 р.              | -                           | 13.10.1971 р. № 481                                        |
| 10.  | 373           | Група могил радянських воїнів Південно-Західного фронту і пам'ятник (55).     | с-ще Новоселівка, вул. Новосибірська, цвинтар.                | 1954 р. рек. 1985 р. | -                           | 13.10.1971 р. № 481                                        |
| 11.  | 388           | Могила Бобильова І. С., революціонера.                                        | с-ще Новоселівка, вул. Новосибірська, цвинтар.                | 1975 р.              | -                           | 17.12.1989 р. № 724                                        |
| 12.  | 2876          | Могила Бураджука М.А, воїна-афганця, молодшого сержанта.                      | с-ще Новоселівка, вул. Новосибірська, цвинтар.                | 1985 р.              | -                           | 14.07.1993 р. № 419                                        |
| 13.  | 2875          | Могила Василенка В. М, воїна-афганця, гвардії рядового.                       | с-ще Новоселівка, вул. Новосибірська, цвинтар.                | 1988 р.              | -                           | 14.07.1993 р. № 419                                        |
| 14.  | 2878          | Могила Горбатенка Г. М, воїна-афганця, рядового.                              | с-ще Новоселівка, вул. Новосибірська, цвинтар, півн. частина. | 1983 р.              | -                           | 14.07.1993 р. № 419                                        |
| 15.  | 2877          | Могила Метеліна А. М, воїна-афганця, гвардії сержанта.                        | с-ще Новоселівка, вул. Новосибірська, цвинтар.                | 1981 р.              | -                           | 14.07.1993 р. № 419                                        |
| 16.  | 2039          | Пам'ятник воїнам-визволителям.                                                | пл. Перемоги.                                                 | 1977 р.              | -                           | 19.04.1983 р. № 280р                                       |
| 17.  | 376           | Братська могила радянських воїнів.                                            | вул. Пушкінська, цвинтар.                                     | 1954 р. рек. 1984 р. | -                           | 13.10.1971 р. № 481                                        |
| 18.  | 1840          | Братська могила мирних громадян.                                              | Сергієвська балка.                                            | 1947 р.              | -                           | 13.04.1977 р. № 239                                        |
| 19.  | 385           | Група братських могил радянських воїнів Південно-Західного фронту.            | вул. Сєчкіна.                                                 | 1954 р. рек. 1985 р. | -                           | 13.10.1971 р. № 481                                        |
| 20.  | 377           | Братська могила радянських воїнів Південно-Західного фронту.                  | вул. Соборності.                                              | 1971 р.              | -                           | 13.10.1971 р. № 481                                        |
| 21.  | 379           | Братська могила радянських воїнів Південно-Західного фронту.                  | вул. Учбова.                                                  | 1955 р.              | -                           | 13.10.1971 р. № 481                                        |
| 22.  | 1890          | Пам'ятник Первістку першої п'ятирічки.                                        | вул. Б. Хмельницького.                                        | 1970 р.              | Скульптор: Балдін Ю. І.     | 19.04.1983 р. № 280р                                       |
| 23.  | 2874          | Могила Василенка С. І, воїна-афганця, рядового.                               | с-ще Червоний Жовтень, вул. Харківська, цвинтар.              | 1985 р.              | -                           | 14.07.1993 р. № 419                                        |
| 24.  | 2872          | Могила Комарова В. В, воїна-афганця, рядового.                                | с-ще Червоний Жовтень, вул. Харківська, цвинтар, півн. част.  | 1982 р.              | -                           | 14.07.1993 р. № 419                                        |
| 25.  | 2873          | Могила Кутняка С. О, воїна-афганця, єфрейтора.                                | с-ще Червоний Жовтень, вул. Харківська, цвинтар.              | 1989 р.              | -                           | 14.07.1993 р. № 419                                        |
| 26.  | 370           | Місце загибелі робітників пляшкового заводу.                                  | м. Костянтинівка, вул. Шмідта, 3.                             | 1967 р.              | -                           | 13.10.1971 р. № 481                                        |
| 27.  | 371           | Братська могила робітників пляшкового заводу.                                 | м. Костянтинівка, вул. Шмідта, 16.                            | 1967 р.              | Скульптор: Бринь Л. А.      | 13.10.1971 р. № 481                                        |
| 29   | 383           | Пам'ятник загиблим воїнам-інтернаціоналістам.                                 | вул. Ціолковського, 17, у сквері.                             | 1993 р.              | -                           | 25.04.2003 р. № 4/8 Поста-нова Колегії Управління культури |
| 30.  | 390           | Пам'ятник Фрунзе М. В.                                                        | вул. Правобережна.                                            | 1969 р.              | -                           | 17.12.1989 р. № 724                                        |
| 31.  | 389           | Пам'ятник Леніну В. І.                                                        | вул. Торецька, 144.                                           | 1959 р. рек. 1980 р. | -                           | 17.12.1989 р. № 724                                        |
| 32.  | 387           | Будинок Костянтинівського ревкому.                                            | м. Костянтинівка, вул. Шмідта, 16.                            | 1951 р.              | зруйнован                   | 13.10.1971 р. № 481                                        |
| 33.  | 386           | Пам'ятник воїнам-землякам.                                                    | вул. Леніна.                                                  | 1969 р.              | -                           | 13.10.1971 р. № 481                                        |
| 34.  | 2038          | Пам'ятник воїнам-землякам, робітникам хімічного заводу.                       | м. Костянтинівка, вул. Шмідта, 17.                            | 1975 р.              | -                           | 19.04.1983 р. № 280р                                       |
| 35.  | 2021          | Пам'ятний знак на честь Сєчкіна Олександр Кирілович, Героя Радянського Союзу. | м. Костянтинівка, вул. Шмідта,16.                             | 1981 р.              | -                           | 19.04.1983 р. № 280р                                       |